# Bagha Purana
Bagha Purana là một thị xã và là một nagar panchayat của quận Moga thuộc bang Punjab, Ấn Độ.

## Nhân khẩu
Theo điều tra dân số năm 2001 của Ấn Độ, Bagha Purana có dân số 21.617 người. Phái nam chiếm 53% tổng số dân và phái nữ chiếm 47%. Bagha Purana có tỷ lệ 62% biết đọc biết viết, cao hơn tỷ lệ trung bình toàn quốc là 59,5%: tỷ lệ cho phái nam là 65%, và tỷ lệ cho phái nữ là 59%. Tại Bagha Purana, 13% dân số nhỏ hơn 6 tuổi.